# Mas Sobirà (Albanyà)
Le Mas Sobirà est un ancien mas fortifié catalan situé dans le Vall de Ribelles, sur la commune d'Albanyà, dans le nord de la Catalogne, en Espagne.

## Géographie
Les ruines sont situées en hauteur, sur un col, entre le Puig de la Serreta (ca) et le Puig del Casso (ca). Elles sont accessibles  par un chemin allant de la chapelle Sant Corneli de Ribelles (ca) à l'église Sant Julià de Ribelles (ca).

## Description
Le château est composé de deux bâtiments : un bâtiment principal ruiné, et un second plus petit en meilleur état. Le corps principal est de forme rectangulaire, et dispose de d'un toit à pignons.